# Marianna (Florida)
Marianna es una ciudad ubicada en el condado de Jackson en el estado estadounidense de Florida. En el Censo de 2010 tenía una población de 6.102 habitantes y una densidad poblacional de 178,95 personas por km².

## Geografía
Marianna se encuentra ubicada en las coordenadas 30°46′50″N 85°14′34″O / 30.78056, -85.24278, a poca distancia de las fronteras con Alabama y Georgia, en la región conocida como mango de Florida. Según la Oficina del Censo de los Estados Unidos, Marianna tiene una superficie total de 34.1 km², de la cual 33.98 km² corresponden a tierra firme y (0.36%) 0.12 km² es agua.

## Demografía
Según el censo de 2010, había 6.102 personas residiendo en Marianna. La densidad de población era de 178,95 hab./km². De los 6.102 habitantes, Marianna estaba compuesto por el 53.33% blancos, el 42% eran afroamericanos, el 0.38% eran amerindios, el 0.92% eran asiáticos, el 0.07% eran isleños del Pacífico, el 0.77% eran de otras razas y el 2.54% pertenecían a dos o más razas. Del total de la población el 2.7% eran hispanos o latinos de cualquier raza.